# Euproctis rhoda
Euproctis rhoda är en fjärilsart som beskrevs av Swinhoe 1891. Euproctis rhoda ingår i släktet Euproctis och familjen tofsspinnare. Inga underarter finns listade i Catalogue of Life.